# غاريقونيات
الغاريقونيات (الاسم العلمي: Agaricales) هي رتبة من الفطريات تتبع طائفة الغاريقوناويات من شعبة الدعاميات. وتعرف أيضا باسم الفطريات ذات الخياشيم (gilled mushrooms) بسبب خياشيمها المتميزة. وتحتوي هذه الرتبة على بعض أكثر أنواع الفطر (عيش الغراب) المألوفة. تتكون رتبة الغاريقونيات من 33 فصيلة موجودة و413 جنساً وأكثر من 13000 نوعاً موصوفاً، مع خمسة أجناس منقرضة لا نعرفها إلا من سجلات الحفريات. وتتراوح فطريات الغاريقونيات من النوع الشائع جدا والمعروف من الفطر (أو عيش الغراب) إلى فطر الملاك القاتل وغاريقون الذباب المهلوس لفطر القرعة المضيئة، المضيء حيوياً (bioluminescent).

## فصائل
- الغاريقونية
- الهدبانية
- المراسمية (الاسم العلمي:Marasmiaceae)
- القلنسوية (الاسم العلمي:Mycenaceae)
- الهشيشية (الاسم العلمي:Psathyrellaceae)